# Gawejki (okręg uciański)
Gawejki (lit. Gaveikiai) – wieś na Litwie, w okręgu uciańskim, w rejonie malackim, w gminie Dubinki, nad Jeziorem Gawejskim.
Graniczą z Oświeskim Parkiem Regionalnym.

## Historia
W XIX i w początkach XX w. położone były w Rosji, w guberni wileńskiej, w powiecie wileńskim. Po I wojnie światowej pod administracją polską, w Zarządzie Cywilnym Ziem Wschodnich.
W okresie międzywojennym leżały na Litwie. Położone były wówczas przy granicy z Polską. Po II wojnie światowej w granicach Związku Sowieckiego. Od 1991 na niepodległej Litwie.

## Podział miejscowości
Folwark Gawejki, położony na południe od wsi, po wytyczeniu granicy pomiędzy Litwą Środkową a Litwą kowieńską, znalazł się na Litwie Środkowej i w konsekwencji w Polsce. Odrębność administracyjna obu Gawejek utrzymała się do dziś – dawna granica państwowa w okolicy Gawajek jest współcześnie granicą okręgów.